# La Doctoresse (film, 1911)
Pour les articles homonymes, voir La Doctoresse.
Pour plus de détails, voir Fiche technique et Distribution.
La Doctoresse ou Rigadin et la Doctoresse est un film muet français réalisé par Georges Monca, sorti en 1911.

## Fiche technique
- Titre : La Doctoresse*
- Autre titre : Rigadin et la Doctoresse
- Réalisation : Georges Monca
- Scénario : Paul Ferrier, Henry Bocage
- Photographie :
- Montage :
- Société de production : Société cinématographique des auteurs et gens de lettres (S.C.A.G.L)
- Société de distribution : Pathé Frères
- Pays d'origine :  France
- Langue : film muet avec les intertitres en français
- Métrage : 160 mètres
- Format : Noir et blanc — 35 mm — 1,33:1 — Muet
- Genre :  Comédie
- Durée : 5 minutes 20 secondes
- Dates de sortie : 
  -  France : 21 avril 1911

## Distribution
- Charles Prince : Rigadin
- Fernand Tauffenberger
- Mistinguett
- Pâquerette
- Gaston Prika
- Andrée Marly
- Louis Brunais
- Lucy Blémont